# وینتروپ گراهام
وینتروپ گراهام (انگلیسی: Winthrop Graham؛ زادهٔ ۱۷ نوامبر ۱۹۶۵) ورزشکار دو و میدانی اهل جامائیکا است.